# Brachypteracris nilkaensis
Brachypteracris nilkaensis är en insektsart som beskrevs av Cao, L. och Z. Zheng 1996. Brachypteracris nilkaensis ingår i släktet Brachypteracris och familjen gräshoppor. Inga underarter finns listade i Catalogue of Life.